# Naim García
Naim García García (Madrid, 11 giugno 2002) è un calciatore spagnolo, centrocampista del Leganés.

## Carriera
Cresciuto nei settori giovanili di Colmenar de Oreja e Real Madrid, nel 2016 è entrato a far parte delle giovanili del Leganés. Il 7 marzo 2019 ha firmato il suo primo contratto professionistico con il Lega. Ha esordito in prima squadra il 14 agosto 2021 in occasione dell'incontro di Segunda División perso 1-0 contro la Real Sociedad B. Il 7 dicembre seguente, oltre ad essere stato promosso in prima squadra, ha prolungato il contratto fino al 2027. Ha segnato la sua prima rete in campionato il 21 maggio 2022, nell'incontro vinto per 3-0 in trasferta contro il Ponferradina. Il 31 gennaio 2023 è stato ceduto in prestito al Ponferradina fino al termine della stagione.

## Statistiche

### Presenze e reti nei club
Statistiche aggiornate al 13 marzo 2022.
| Stagione        | Squadra         | Campionato      | Campionato | Campionato | Coppe nazionali | Coppe nazionali | Coppe nazionali | Coppe continentali | Coppe continentali | Coppe continentali | Altre coppe | Altre coppe | Altre coppe | Totale | Totale |
| Stagione        | Squadra         | Comp            | Pres       | Reti       | Comp            | Pres            | Reti            | Comp               | Pres               | Reti               | Comp        | Pres        | Reti        | Pres   | Reti   |
| --------------- | --------------- | --------------- | ---------- | ---------- | --------------- | --------------- | --------------- | ------------------ | ------------------ | ------------------ | ----------- | ----------- | ----------- | ------ | ------ |
| 2021-2022       | Leganés         | SD              | 24         | 1          | CR              | 2               | 1               |                    | -                  | -                  |             | -           | -           | 26     | 2      |
| 2022-gen. 2023  | Leganés         | SD              | 15         | 2          | CR              | 1               | 0               |                    | -                  | -                  |             | -           | -           | 16     | 2      |
| gen.-giu. 2023  | Ponferradina    | SD              | 6          | 0          | CR              | -               | -               |                    | -                  | -                  |             | -           | -           | 6      | 0      |
| Totale carriera | Totale carriera | Totale carriera | 45         | 3          |                 | 3               | 1               |                    | -                  | -                  |             | -           | -           | 48     | 4      |